# Смелов, Егор Александрович
Его́р Алекса́ндрович Сме́лов (род. 11 марта 2005, Санкт-Петербург) — российский футболист, полузащитник московского «Динамо».

## Клубная карьера
Родился в Санкт-Петербурге.
Воспитанник СШОР «Зенит». 16 июля 2021 года перешёл в молодёжную команду московского «Динамо».  
16 июля 2022 года в матче Второй лиги против владимирского «Торпедо» дебютировал в профессиональном футболе за «Динамо-2». 
26 декабря 2022 года продлил контракт с клубом до лета 2025 года. 30 марта 2024 подписал новый контракт с «Динамо», рассчитанный до лета 2027 года. 
31 июля 2024 года в матче Кубка России против московского «Спартака» дебютировал за основной состав клуба. 
В сезоне 2024 с фарм-клубом стал победителем Второй лиги (дивизион «Б», группа 2). 
8 марта 2025 года сыграл дебютный матч в чемпионате России против махачкалинского «Динамо». 

## Карьера в сборной
В период с 2019 года по 2022 год выступал за юношеские сборные России, за которые суммарно провёл 8 матчей и забил 4 гола.
В августе 2023 года был вызван на сентябрьский УТС сборной России (до 21 года). 11 сентября 2023 года в матче против сборной Узбекистана (до 18 лет) дебютировал в её составе.

## Статистика выступлений
| Выступление         | Выступление       | Выступление      | Лига | Лига | Кубки | Кубки | Итого | Итого |
| Клуб                | Лига              | Сезон            | Игры | Голы | Игры  | Голы  | Игры  | Голы  |
| ------------------- | ----------------- | ---------------- | ---- | ---- | ----- | ----- | ----- | ----- |
| Динамо (Москва)     | РПЛ               | 2024/25          | 2    | 0    | 3     | 0     | 5     | 0     |
| Динамо (Москва)     | РПЛ               | 2025/26          | 2    | 0    | 2     | 0     | 4     | 0     |
| Динамо (Москва)     | Итого             | Итого            | 4    | 0    | 5     | 0     | 9     | 0     |
| → Динамо-2 (Москва) | Вторая лига       | 2022/23          | 14   | 2    | —     | —     | 14    | 2     |
| → Динамо-2 (Москва) | Вторая лига («Б») | 2023             | 12   | 1    | —     | —     | 12    | 1     |
| → Динамо-2 (Москва) | Вторая лига («Б») | 2024             | 14   | 0    | —     | —     | 14    | 0     |
| → Динамо-2 (Москва) | Вторая лига («А») | 2024/25          | 3    | 1    | —     | —     | 3     | 1     |
| → Динамо-2 (Москва) | Вторая лига («А») | 2025/26          | 1    | 0    | —     | —     | 1     | 0     |
| → Динамо-2 (Москва) | Итого             | Итого            | 44   | 4    | —     | —     | 44    | 4     |
| Всего за карьеру    | Всего за карьеру  | Всего за карьеру | 48   | 4    | 5     | 0     | 53    | 4     |

## Достижения
«Динамо-2» (Москва)
- Победитель Второй лиги (дивизион «Б», группа 2): 2024
- Итого : 1 трофей